# Francesc Gomà
Francesc Gomà i Musté (Valls, Tarragona 16 de abril de 1915 - Barcelona 1998) fue un filósofo español, sobrino del cardenal Isidro Gomà.

## Biografía
Antes de la guerra civil española había sido jefe de la Comisión de Cultura de la FNEC y presidente de la asociación de estudiantes de la Facultad de Filosofía. Se licenció en Filosofía y Letras en la Universidad de Barcelona en 1941, donde fue discípulo de Tomás Carreras y Jaume Serra, catedráticos de Ética y Sociología y de Historia de la Filosofía. Se  doctoró en 1959 con la tesis El tema de la nada en la filosofía contemporánea. Ha sido influido por los pensadores Pere Font y Puig, Joaquim Xirau y Palau, José Ortega y Gasset y Maurice Merleau-Ponty, y se le considera introductor del pensamiento de Martin Heidegger, Claude Lévi-Strauss y Michel Foucault y de la psicología de la forma. Se dedicó sobre todo a la antropología fenomenológica y a la psicología de la forma.
Como consecuencia de su posicionamiento político catalanista anterior la guerra, Gomà i Musté, a pesar de ser sobrino del cardenal Isidre Gomà y Tomàs, tuvo graves dificultades para ingresar como profesor en la Universitat de Barcelona. En 1967 fue nombrado catedrático de Fundamentos de Filosofía e Historia de los sistemas filosóficos en la Universidad de Barcelona, y en 1979 decano de la Facultad de Filosofía. Anteriormente, había dedicado parte de su actividad docente a la Sección de enseñanza media del Liceo francés de Barcelona, donde dio clases de filosofía junto con Amàlia Tineo. De 1985 a 1990 fue presidente de la Sociedad Catalana de Filosofía, filial del IEC. Es autor de relativamente pocos libros, pero tuvo una gran influencia en la formación de la llamada Generación filosófica de la Transición. Fue vicepresidente del Ateneo Barcelonés y en 1988 recibió la Cruz de Sant Jordi. En 1943 se casó con  Eulalia Presas i Plana, profesora y traductora de griego, con la cual tuvo tres hijos, Xavier, Eulàlia y Teresa.

## Obras
- 1964. El problema de la psicología de la expresión.
- 1977. Conocer Freud y su obra. Barcelona: DOPESA. Dopesa 2.
- 1983. Heidegger, pensar el camino del ser, Merleau-Ponty, la filosofía de la conciencia corporal humana, Sartre, la conciencia de la libertad contingente i Scheler y la ética de los valores dins Historia de la Ética.